# Sunday
„Sunday“ je první a jediný singl americké rockové skupiny Sonic Youth k albu A Thousand Leaves. Podobně jako řada předchozích singlů i tento vyšel pod vydavatelstvím Geffen. Obsahuje i skladbu „Moist Vagina“, jejímž autorem je Kurt Cobain.

## Seznam skladeb
1. "Sunday" (LP verze) – 4:52
2. "Moist Vagina" – 3:04 (autor Kurt Cobain)
3. "Silver Panties" – 4:27
4. "Sunday" – 3:15